# Света Горгонија
Света Горгонија је православна светитељка из 4. века.

## Биографија
Рођена је у Назијанзу, у близини Кесарије Кападокијске. Родитељи су јој били свети Григорије епископ Назијанза, и његова супруга света Нона. Свети Григорије Богослов јој је био рођени брат.
Света Горгонија је у свему била по угледу на своју свету мајку. Била је скромна и у одевању и у понашању. Била је прибежиште мнигим убогима и мајка сиротима, чинећи притом сва своја доброчинства тајно и сакривено од других.
Умрла је доживевши дубоку старост, око 370. године.
Православна црква прославља свету Горгонију 23. фебруара по јулијанском календару.